# Nowlamary
Nowlamary (bengali: নওলামারী) är en ort i Bangladesh.   Den ligger i provinsen Khulna, i den centrala delen av landet, 140 km väster om huvudstaden Dhaka. Nowlamary ligger 20 meter över havet och antalet invånare är 3 500.
Terrängen runt Nowlamary är mycket platt. Runt Nowlamary är det mycket tätbefolkat, med 1 056 invånare per kvadratkilometer.. Det finns inga andra samhällen i närheten. 
Trakten runt Nowlamary består till största delen av jordbruksmark.